# ダプロデュスタット
ダプロデュスタット（Daprodustat（INN）、GSK1278863）は、低酸素誘導因子プロリン水酸化酵素阻害薬（HIF-PH阻害剤、hypoxia-inducible factor prolyl-hydroxylase inhibitor、HIF-PHI）として作用する薬剤で、それによって内因性エリスロポエチンの産生刺激、ヘモグロビンおよび赤血球の産生を増加させる。慢性腎臓病に続発する貧血（腎性貧血）の治療を目的とし、グラクソ・スミスクラインより「ダーブロック錠」として2020年8月26日に発売された
。
アスレチックドーピングへの応用の可能性があるため、パフォーマンス向上薬のスクリーニングにも組み込まれている。

## 効能・効果
腎性貧血

## 警告
投与中に、脳梗塞、心筋梗塞、肺塞栓等の重篤な血栓塞栓症があらわれ、死亡に至る虞れがある。

## 副作用
重大な副作用として、血栓塞栓症（0.8%）〔脳梗塞（0.3%）、肺塞栓症（0.3%）、網膜静脈閉塞（0.3%）、深部静脈血栓症（0.3%）、血管アクセス血栓症（シャント閉塞等）など〕が知られている。